# Tamara Lunger
Tamara Lunger (Bolzano, 6 giugno 1986) è una scialpinista, alpinista ed esploratrice italiana.

## Biografia
Di origine altoatesina, figlia di Hansjörg Lunger, iniziò la sua attività atletico-alpina a 16 anni. Residente a Cornedo all'Isarco, nel 2003 partecipò per la prima volta alla competizione Vertical Race a San Martino di Castrozza. Il 23 maggio 2010 divenne la donna più giovane a raggiungere la vetta del Lhotse usando ossigeno supplementare. Il 26 luglio 2014 scalò il K2. Il 26 febbraio 2016 iniziò, in occasione della prima ascensione invernale del Nanga Parbat, la sua scalata dall'ultimo campo verso la vetta. Mentre i suoi compagni di cordata, ossia il bergamasco Simone Moro, il basco Alex Txikon ed il pakistano Ali Sadpara, giunsero fino alla cima di questo ottomila, Tamara Lunger dovette fermarsi a 70 metri dalla cima per problemi di salute dovuti allo scarso periodo di acclimatamento che la mise in difficoltà. Nel 2020, durante un tentativo in invernale del Gasherbrum I, il suo compagno di cordata Simone Moro finì in un crepaccio a testa in giù: Tamara Lunger riuscì a salvarlo, riportando nell'azione alcune ferite alla mano.

## Libri
- Tamara Lunger, Io, gli ottomila e la felicità. I miei sogni, tra amore per la montagna e sfida con me stessa, Rizzoli, 2017, ISBN 9788817098489
- Tamara Lunger, Il richiamo del K2. La dura lezione della montagna, Rizzoli, 2021, ISBN 9788817159609